# Amphetamine Reptile Records
Amphetamine Reptile Records (o AmRep Industries) es una compañía discográfica norteamericana, fundada en 1986 por Tom Hazelmyer en la ciudad de Washington D. C. La discográfica es conocida por su lista de grupos del género noise rock y sus series de compilaciones tituladas Dope, Guns 'n' Fucking In The Streets. Además, el sello es conocido por sus trabajos relacionados con el diseño gráfico, con un estilo basado en elementos post punk y minimalismo estético, que han hecho de sus carteles y diseños objetos de culto e inspiración de artistas posteriores.

## Historia
Hazelmyer creó la compañía para publicar las grabaciones de su banda, Halo of Flies. Con el tiempo el catálogo de la discográfica se expandió e incluyó lanzamientos de Helmet, Melvins, The Cows, Helios Creed, Chokebore, Servotron y otros. Hazelmyer más tarde se trasladó a Minneapolis. Hoy en día Melvins y H•O•F lanzan algún sencillo en vinilo edición limitada de 7 pulgadas a través de la discográfica.   
Gran parte del catálogo de AmRep se encuentra fuera de circulación, aunque muchos de los lanzamientos están disponibles en formato de descarga digital.

## Artistas
- Bailter Space
- Boredoms
- Boss Hog
- Brainiac
- Bush Pig
- Calvin Krime
- Casus Belli
- Chokebore
- Chrome Cranks
- Cosmic Psychos
- Dwarves
- Feedtime
- Fetish 69
- Freedom Fighters
- Gas Huffer
- Gaunt
- Gay Witch Abortion
- Gear Jammer
- Gnomes of Zurich
- God Bullies
- Godheadsilo
- Guzzard
- Halo of Flies
- Halo of Kitten
- Hammerhead
- Hedonists
- Helios Creed
- Helmet
- Heroine Sheiks
- Janitor Joe
- Jawbox
- Jonestown
- Killdozer
- King Barry and the Sinister Soulsters
- King Snake Roost
- Lollipop
- Lonely Moans
- Love 666
- Lowercase
- Lubricated Goat
- Mama Tick
- Melvins/Snivlem
- Mog Stunt Team
- Mudhoney
- Nashville Pussy
- Party Diktator
- Pogo the Clown
- Powers That Be
- S.W.A.T.
- Servotron
- Silver Salute
- Steel Pole Bathtub
- The Strapping Fieldhands
- Surgery
- Superchunk
- Supernova
- Tad
- Tar
- The Cows
- The Jesus Lizard
- Thee Headcoats
- Thee Mighty Caesars
- The Thrown Ups
- The U-Men
- The Urinals
- Today is the Day
- Unsane
- Vaz
- Vertigo
- White Drugs
- Whopping Big Naughty
- X

## Actuaciones
- Cosmic Psychos/Hammerhead/Surgery/The Cows/Melvins/Helmet (El CMJ/Amphetamine Reptile Tour - viernes 30 de octubre de 1992 en el Ritz).